# Khopi
Khopi (en népalais : खोपी) est un comité de développement villageois du Népal situé dans le district de Mahottari. Au recensement de 2011, il comptait 7 327 habitants.